# Lisy Christl
Lisy Christl (Munique, 29 de agosto de 1964) é uma figurinista alemã. Como reconhecimento, foi nomeado ao Oscar 2012 na categoria de Melhor Figurino por Anonymous.